# Emanuel Sperner
Emanuel Sperner (9. prosince 1905 Nisa, Německo – 31. ledna 1980 Laufen, Německo) byl německý matematik a filozof, člen Hamburského kroužku. Je známý především díky práci v oblastech funkcionální analýzy a teorie uspořádání. V matematice je po něm pojmenováno několik vět, k nejznámějším patří Spernerovo lemma.